# Adam Głogowski
Adam Głogowski (ur. 6 listopada 1901 w Perepie, pow. Tomaszów Lubelski, zm. 1994 w Londynie) – polski dyplomata i urzędnik konsularny.

## Życiorys
W latach 1918–1921 uczestniczył w walkach o niepodległość Polski. Ukończył studia w Wyższej Szkole Handlowej w Warszawie. Zajmował szereg funkcji w polskiej służbie zagranicznej, m.in. urzędnika w Lille (1928–1933), praktykanta w Dyrekcji Politycznej MSZ (1933–1934), wicekonsula w Tyflisie (1935), attaché w Teheranie (1935–1937), urzędnika Dyrekcji Konsularnej MSZ (1937), ref./radcy w Komisariacie Generalnym RP w Gdańsku (1937–1939). Pełnił też funkcję II oraz I sekretarza ambasady w Kujbyszewie i jednocześnie delegata Ambasady RP w Aszchabadzie (1942). Aresztowany przez NKWD, zmuszony do wyjazdu, początkowo przebywał w Kairze, następnie w Wielkiej Brytanii. W latach 1943–1944 referent Referatu Konsularnego MSZ w Londynie. Po wojnie pozostał na emigracji.

## Odznaczenia
- Medal Niepodległości[1]
- Brązowy Medal za Długoletnią Służbę[1]